# Socjalistyczna Partia Ukrainy
Socjalistyczna Partia Ukrainy (ukr. Соціалістична партія України) – ukraińska lewicowa partia polityczna będąca jedną z najstarszych formacji politycznych w tym kraju. Została utworzona przez byłych członków Komunistycznej Partii Ukrainy pod koniec 1991 roku. Była reprezentowana w Radzie Najwyższej Ukrainy w latach 1994–2007 i w tym czasie była trzecią i czwartą pod względem wielkości partią polityczną w ukraińskim parlamencie. Od 2007 roku uzyskiwała marginalne wyniki wyborcze na Ukrainie. Po rosyjskiej agresji na Ukrainę została zawieszona, a następnie zakazana decyzją sądu z dnia 15 czerwca 2022 roku.

## Historia

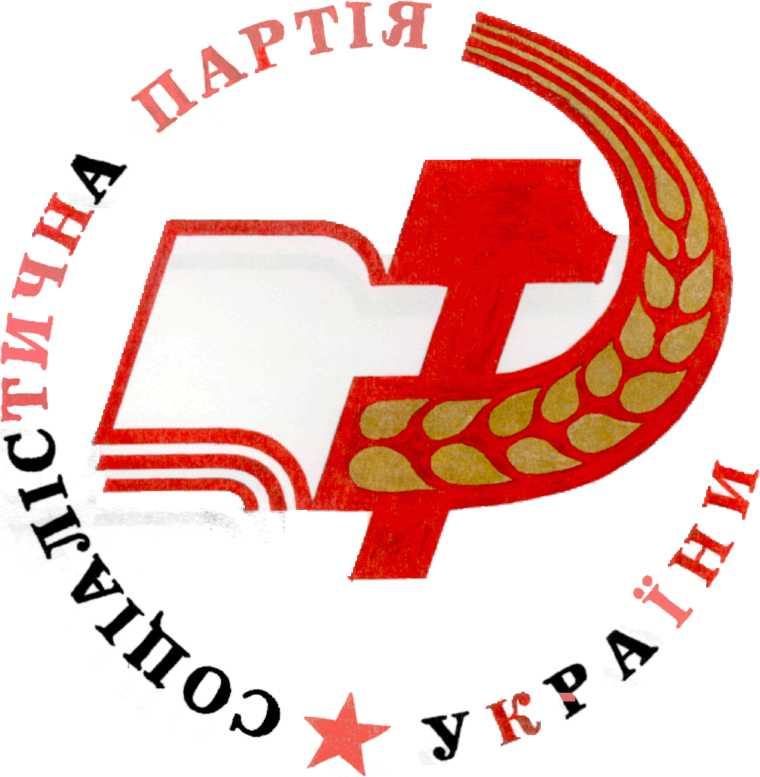
Pierwsze logo Socjalistycznej Partii Ukrainy

### Geneza
Po odzyskaniu niepodległości przez Ukrainę w 1991 roku Łeonid Krawczuk jako przewodniczący Rady Najwyższej Ukraińskiej SRR, wprowadził 30 sierpnia 1991 roku zakaz działalności partii komunistycznych. Cztery dni po delegalizacji, Ołeksandr Moroz wezwał komunistów do stworzenia nowej lewicowej siły politycznej. Zjazd założycielski odbył się w Kijowie 26 października 1991 roku, a pierwszym liderem został Moroz.
19 czerwca 1993 roku w Doniecku odbył się zjazd założycielski odrodzonej Komunistycznej Partii Ukrainy, w efekcie czego wielu komunistów odeszło z Partii Socjalistycznej. Mimo to podczas wyborów prezydenckich na Ukrainie w 1994 roku, lider socjalistów Ołeksandr Moroz był wspierany także przez Partię Komunistyczną.

### Wybory parlamentarne w 1994 roku
W wyborach parlamentarnych Socjalistyczna Partia Ukrainy uzyskała 14 mandatów. W maju 1994 roku Ołeksandr Moroz został przewodniczącym Rady Najwyższej Ukrainy. W październiku 1995 roku doszło do rozłamu w partii, gdzie część członków na czele z Nataliją Witrenko stworzyła następnie w kwietniu 1996 roku bardziej radykalną Postępową Partię Socjalistyczną Ukrainy.

### Wybory parlamentarne w 1998 roku
Partia w wyborach parlamentarnych w 1998 roku wystartowała w bloku wyborcznym z Partią Ludową Ukrainy. Blok wyborczy zdobył poparcie 8,55% głosów i w sumie 34 mandaty w parlamencie Ukrainy. W 1999 roku wystawiła swojego kandydata w wyborach prezydenckich Ołeksandra Moroza, który zajął ostatecznie trzecie miejsce z poparciem 11,3% głosów w pierwszej turze. Po wyborach grupa byłych członków Socjalistycznej Partii Ukrainy będących w opozycji do Ołeksandra Moroza, założyła w 2000 roku Partię Sprawiedliwości.

### Wybory parlamentarne w 2002 roku

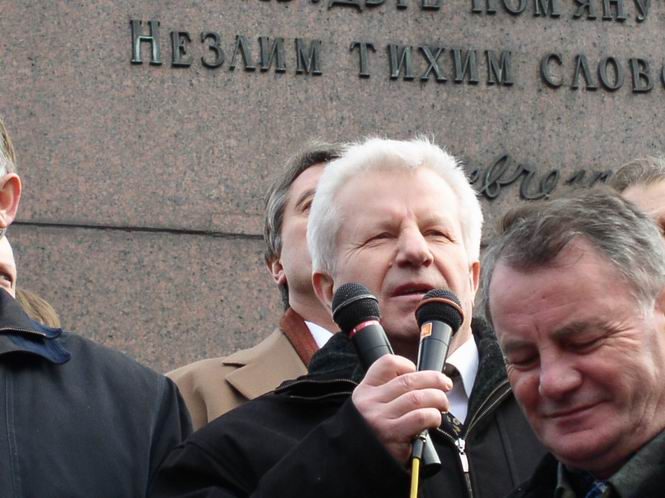
Ołeksandr Moroz (marzec 2003).

W kolejnych latach partia była mocno zaanagażowana w kampanię protestacyjną Ukraina bez Kuczmy. W wyborach z 2002 roku uzyskano poparcie 6,9% głosów i 24 mandaty w Radzie Najwyższej Ukrainy. Socjaliści byli aktywnymi uczestnikami pomarańczowej rewolucji. Byli również członkiem koalicji w pierwszym rządzie Julii Tymoszenko i rządzie Jurija Jechanurowa. W wyborach prezydenckich w 2004 roku, które przerodziły się w pomarańczową rewolucję, Moroz przekazał swoje poparcie Wiktorowi Juszczence.

### Wybory parlamentarne w 2006 roku

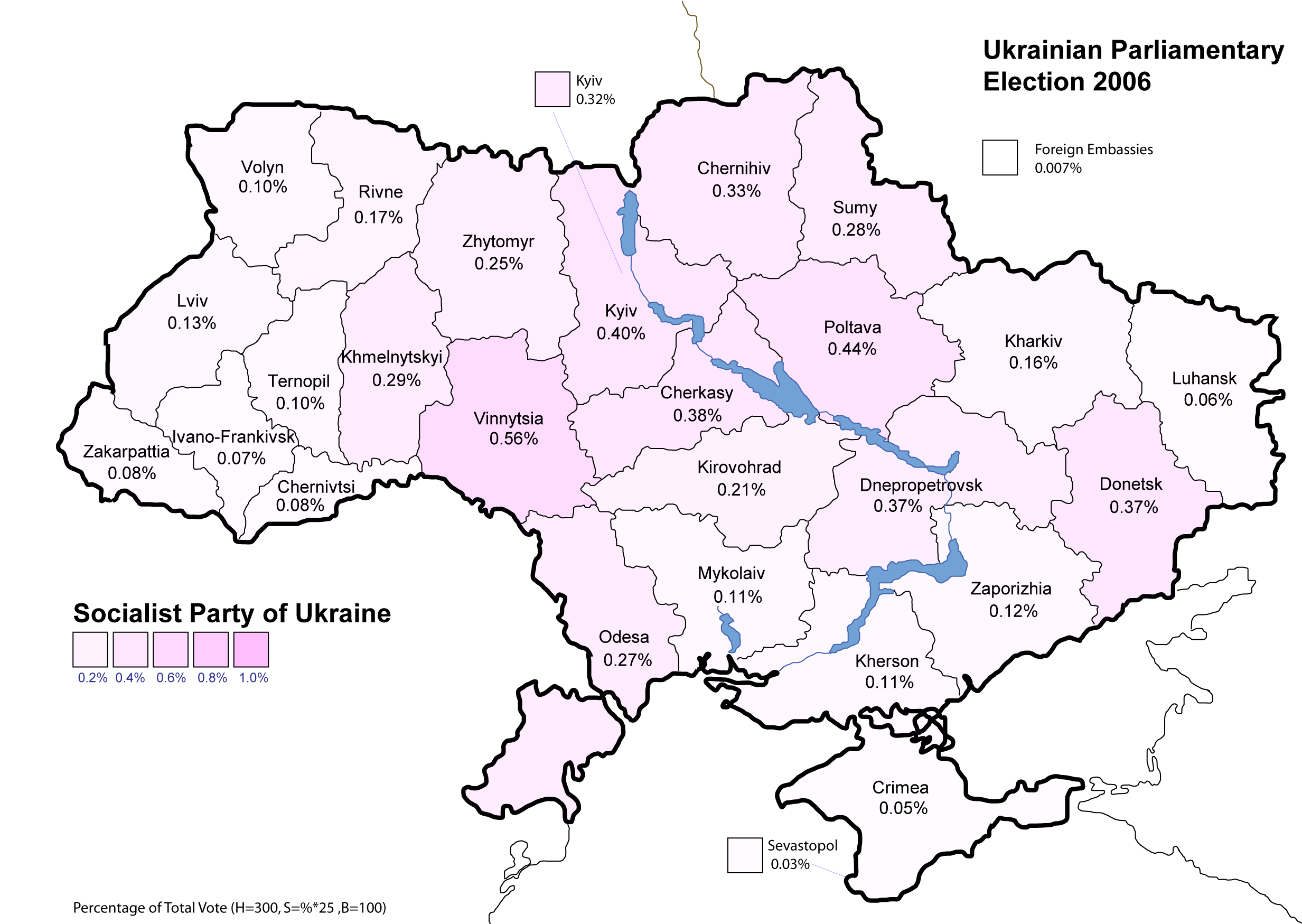
Mapa przedstawiająca wyniki Socjalistycznej Partii Ukrainy w wyborach parlamentarnych w 2006 roku.

W wyborach parlamentarnych w 2006 roku partia uzyskała wynik 5,69% głosów i wprowadziła 33 deputowanych do Rady Najwyższej. Początkowo socjaliści tworzyli „pomarańczową koalicję” z Naszą Ukrainą i Blokiem Julii Tymoszenko. Porozumienie to rozpadło się jednak, kiedy 6 lipca Ołeksandr Moroz został przewodniczącym Rady Najwyższej z poparciem prorosyjskiej Partii Regionów. Z tego powodu z partii odszedł sekretarz rady politycznej Socjalistycznej Partii Ukrainy Josyp Winski. Ostatecznie, 4 sierpnia powstał rząd Wiktora Janukowycza popierany przez socjalistów, komunistów i Partię Regionów. Prezydent Ukrainy Wiktor Juszczenko rozwiązał parlament 2 kwietnia 2007 roku, gdyż uznał działania rządu podczas ukraińskiego kryzysu politycznego za nielegalne.

### Wybory parlamentarne w 2007 roku

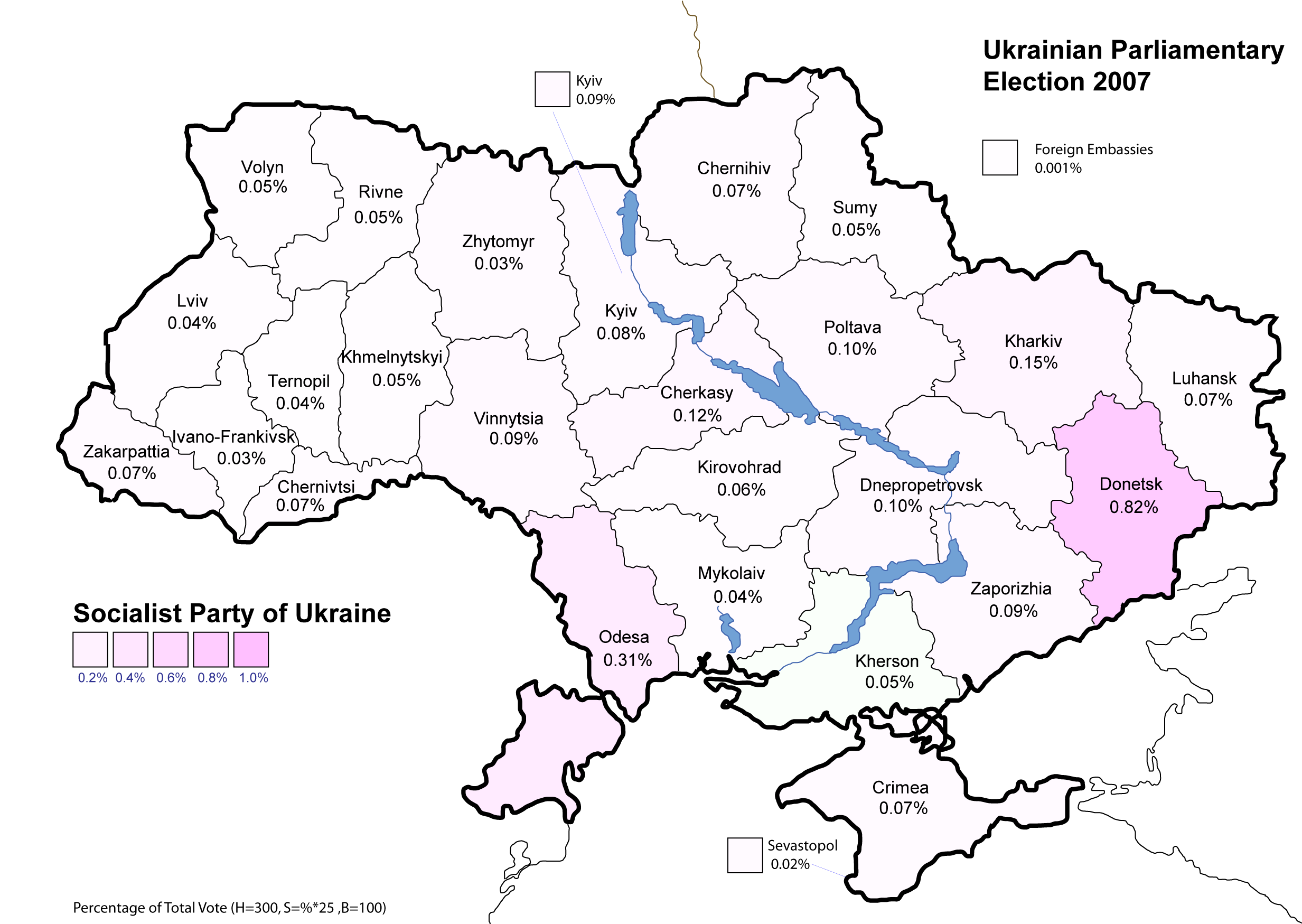
Mapa przedstawiająca wyniki Socjalistycznej Partii Ukrainy w wyborach parlamentarnych w 2007 roku.

W wyborach w 2007 partia nie przekroczyła 3% progu wyborczego i jej lider, Ołeksandr Moroz, znalazł się poza parlamentem. Doprowadziło to do odejścia z partii wielu jej członków, którzy następnie założyli Związek Lewicowców. W lipcu 2010 roku lider socjalistów, Moroz został po raz pierwszy w historii partii zastąpiony przez Wasyla Cuszkę na stanowisku przewodniczącego. Ołeksandr Moroz stał się jednak ponownie liderem partii w sierpniu 2011 roku.

### Wybory parlamentarne w 2012 roku i ostatnie lata

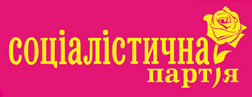
Logo partii w 2015 roku

W kwietniu 2012 roku liderem partii został Petro Ustenko, zastępując Ołeksandra Moroza. W wyborach parlamentarnych socjaliści uzyskali 0,46% głosów i nie uzyskali żadnych mandatów. W 2014 roku partia nie brała udziału w wyborach parlamentarnych. Do czerwca 2019 roku liderem partii był Illa Kywa, który dołączył następnie do Opozycyjnej Platformy – Za Życie. W 2022 roku po rosyjskiej agresji na Ukrainę została zawieszona przez Radę Bezpieczeństwa Narodowego i Obrony Ukrainy. 15 czerwca 2022 roku partia została zakazana przez ukraiński Sąd Apelacyjny, a majątek partii przeszedł na własność państwa.

## Poparcie w wyborach
| Wybory | Poparcie (lista krajowa) | Zmiana punktów procentowych | Lista krajowa | Zmiana | Okręgi jednomandatowe | Zmiana | Suma |
| ------ | ------------------------ | --------------------------- | ------------- | ------ | --------------------- | ------ | ---- |
| 1994   | 3,72%                    | –                           | 0             | –      | 14                    | –      | 14   |
| 1998   | 8,6%                     | 4,88                        | 29            | 29     | 5                     | 9      | 34   |
| 2002   | 6,87%                    | 1,73                        | 20            | 9      | 3                     | 2      | 23   |
| 2006   | 5,69%                    | 1,18                        | 33            | 10     | –                     | –      | 33   |
| 2007   | 2,86%                    | 2,83                        | 0             | 33     | –                     | –      | 0    |
| 2012   | 0,5%                     | 2,36                        | 0             | 0      | –                     | –      | 0    |

| Wybory | Kandydat        | Głosowanie | Poparcie | Uwagi                              |
| ------ | --------------- | ---------- | -------- | ---------------------------------- |
| 1994   | Ołeksandr Moroz | I tura     | 13.33%   | Kandydat nie przeszedł do II tury. |
| 1999   | Ołeksandr Moroz | I tura     | 11,29%   | Kandydat nie przeszedł do II tury. |
| 2004   | Ołeksandr Moroz | I tura     | 5,81%    | Kandydat nie przeszedł do II tury. |
| 2010   | Ołeksandr Moroz | I tura     | 0,38%    | Kandydat nie przeszedł do II tury. |
| 2014   | Olha Bohomołeć  | I tura     | 1,9%     | Kandydat nie przeszedł do II tury. |
| 2019   | Illia Kyva      | I tura     | 0,3%     | Kandydat nie przeszedł do II tury. |